# Johan Hedenberg
Leif Johan Gunnar Hedenberg (født 9. oktober 1954) er en svensk skuespiller.

## Liv og karriere
Før Hedenberg blev skuespiller, arbejdede han som fængselsbetjent på Svartsjö Anstalten. I 1980'erne tilbragte han meget tid i selskab med Thorsten Flinck og Paolo Roberto. I 1984, efter at have havnet i et slagsmål, mistede Hedenberg sit job på teateret Dramaten. Han fandt dog hurtigt arbejde i forskellige tv-serier, og i slutningen af 1980'erne fik han job i en branche med stemmeskuespil. Med introduktionen af kommercielt tv i Sverige blev animerede serier mere populært, og Hedenberg fik fast arbejde som stemmeskuespiller, som han stadig er aktiv med.
Udover stemmeskuespil har Hedenberg også medvirket i fysiske tv-roller, der blandt andet inkluderer Beck, Broen, Ægte mennesker og Alt og Eva. I 2022 blev han nomineret til prisen Kristallen for bedste birolle i miniserien Deg.

## Privatliv
Hedenberg havde i sin opvækst et turbulent forhold med sin far, der varede indtil hans sene teenageår. Efter mishandlingen lod hans far ham være, men de to forblev uvenner.
I 2012 gennemgik Johan Hedenberg en hjerteoperation for at fjerne en tumor, som var i høj risiko for at sprede sig. Operationen var succesfuld og Hedenberg sagde følgende, at hændelsen gav ham "nye perspektiver på livet".
Han har to voksne døtre, Andrea og Erika.

## Udvalgt filmografi
- Sverige åt svenskarna (1980)
- Nya Dagbladet (tv-serie, 1985)
- Varuhuset (tv-serie, 1988)
- Anna Holt - Polis (tv-serie, 1996)
- Beck (tv-serie, 1998)
- Labyrint (tv-serie, 2007)
- Svensson, Svensson (tv-serie, 2007)
- Kongemordet (tv-serie, 2008)
- Rallybrude (2008)
- Livet i Fagervik (tv-serie, 2008)
- Kommissæren og havet (tv-serie, 2009-2017)
- Kommissær Speck (2010)
- Vores venners liv (tv-serie, 2010)
- En pilgrims død (tv-serie, 2013)
- Wallander (tv-serie, 2013)
- Broen (tv-serie, 2013)
- Ægte mennesker (tv-serie, 2013)
- Mord i Skærgården (tv-serie, 2014-2023)
- Inden vi dør (tv-serie, 2017)
- Ted - For kærlighedens skyld (2018)
- Quick (2019)
- Deg (tv-serie, 2021)
- Fiktiv granskning (2022)
- Ronja Røverdatter (tv-serie, 2024)
- Alt og Eva (tv-serie, 2024)
- Genombrottet (tv-serie, 2025)
- Blindspår (tv-serie, 2025)